# Христа беруть під варту (Караваджо)
Христа беруть під варту або «Поцілунок Юди» — картина італійського художника доби бароко Караваджо.

## Тема зради учня

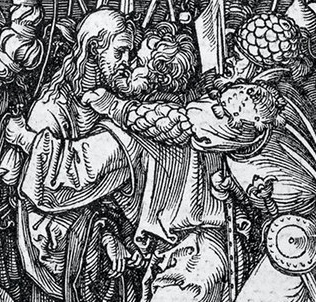
Дюрер. «Взяття Христа під варту», серія «Малі страсті», центр гравюри.

Біблія була найпоширенішою книгою з середньовіччя в Західній Європі. Художники брались перекладати тексти на мову стінописів, які вважали " Біблією для неписьменних ". Одним з перших до теми зради учня звернувся відомий італійський художник Джотто, " Поцілунок Юди " якого став хрестоматійним образом для мистецтва Італії на декілька століть. Фреска Джотто в місті Падуя і досі не залишає відвідувачів каплиці байдужими. А її зображення у тисячах примірників розійшлись світом. Відома і гравюра Дюрера на цю ж тему. але з більшою кількістю персонажів і подробиць.
До теми арешту Христа звертались різні майстри різної обдарованості. І тема виникала як на фресках (художник Барна да Сієна, церква коледжіата в Сан Джиміньяно), так і в станкових картинах. Щирі віряни, побачивши зраду, із співчуття до заступника Христа, видряпували фігуру Юди. І стінопис треба було відновлювати.
Але існувала якась перепона — глядачі впізнавали сюжет, але пропадало враження трагедії, враження осуду зради. Тема була важкою і не всім удавалася.

## Картина Караваджо
До теми зради учня Христа на початку 17 століття звернувся і Караваджо. Він одним з перших почав малювати напівфігури на видовжених полотнах. Саме так він розробив і цю тему. Ввечері після молитви в Гетсиманському саду до Христа наблизилась варта. Вони не знали того, якого прийшли арештувати. Учень Христа навчив, що той, кого він поцілує на знак офірування(пошани), і є той, за ким прийшли вартові. Караваджо і показав мить, коли Юда потягся губами до Вчителя, а варта зрозуміла, кого треба брати. Різке освітлення ліворуч надало темі тривоги і трагічності. І відчай запанував на німій картині, де трагічну подію зрозуміли той, хто несамовито кричить в зеленому одязі — і сам Христос.

## Історія побутування картини
Картина була створена по замові родини Матеї в Римі. Вони привітали художника і оселили в кімнаті власного палацу. Літературну програму майбутнього твору подав кардинал — Джироламо Маттеі. Караваджо створив картину за  близько 30 днів і отримав величезну суму в 125 скуді. Це одне з найдорожчих полотен тої доби.
Аристократична родина Матеї мала власну картинну галерею, а твір Караваджо на якийсь час став родзинкою зібрання. Протягом 200 років картина перебувала в збірці родини. На початку 17 століття твори Караваджо мали шалений попит і популярність. Авторські копії вдалих власних картин робив і сам Караваджо. Тому відомі авторські копії і «Лютниста», і «Каяття Марії Магдалини», і «Взяття Христа під варту». Останню композицію неодноразово копіювали і інші майстри, адже тоді це був єдиний спосіб мати згадку про твір скандально відомого художника. У 20 столітті нарахували щонайменше дванадцять копій «Взяття Христа під варту», виконаних послідовниками художника.
За 200 років неодноразово змінилися моди і смаки. І брутальний реалізм картини і суворий стиль вийшли з моди, бо перевагу тоді надавали ідеалізованим, підправленим під античність зображенням біблійних персонажів, які пропагував класицизм. Картина зі збірки Матеї навіть втратила авторство і її вважали твором голландця Герріта ван Гонтгорста італійського періоду. За цим могла стояти як помилка, так і хитрість: родина Матеї могла запросити велику ціну за твір уславленого на той час голландця. Оригінал Караваджо зник з обріїв європейської культури.
1802 року, в пору матеріальної скрути, нащадки римської родини Матеї продали шість старовинних картин з власної збірки. Серед них і «Взяття Христа під варту» з позначкою — «Художник Герріт ван Гонтгорст». Картини придбав Вільям Гамільтон Нізбет, член англійського парламенту і володар значного спадку в Шотландії. Тільки за «Взяття Христа під варту» Нізбет виплатив 150 скуді офіційно (і 600 — неофіційно), аби не мати проблем з оподаткуванням. 1921 року померла остання представниця з роду Гамільтон Нізбет і частку картин з родинної збірки передали в Національну галерею Шотландії, серед них оригінал Джованні Серодіне, а не «Взяття Христа під варту». Останню на малому аукціоні придбав Джон Кемп.
Джозеф Кент Річардсон — його справжнє ім'я. Він колишній боксер, а потім володар салону з продажу творів мистецтва. Він перепродав картину якійсь пані.
Це була Марілі Вілсон, ірландка-католичка, дружина окружного інспектора-полісмена. На згадку по убитому чоловіку вона і придбала картину, яка нагадувала їй смерть власного чоловіка, котрого вона вважала невинно убитим, як і … Христос. На згадку про чоловіка вона надумала замовити вітраж для місцевої церкви майстру Гаррі Кларку. Гаррі Кларк, відомий майстер вітражів Ірландії початку 20 ст., перебував на той час в Шотландії. Пані відбула в Шотландію, де зробила замову і де побачила картину «Взяття Христа під варту». Картина була перевезена в Дублін. Як дарунок полотно було передано місії єзуїтів в Дубліні, де перебувало декілька десятиліть. Аби реставрувати картини, в місію запросили реставратора з Національної галереї Ірландії — Серджио Бенедетті, що знався на картинах італійських майстрів.
В другій половині 20 ст. картину досліджував реставратор Серджио Бенедетті, що відвідав архіви Італії, Дубліна тощо. Він зняв потьмянілі нашарування лаку і затонував ділянки обпалих фарб. Полотно таємно переправили в лабораторію Національної галереї (Лондон), де підтвердили приналежність картини самому Караваджо. Єзуїти і передали реставровану картину в Національну галерею Ірландії, котрій вже повернули ім'я її справжнього автора.